# SN 2004dy
SN 2004dy – supernowa typu II odkryta 25 sierpnia 2004 roku w galaktyce IC5090. W momencie odkrycia miała maksymalną jasność 19,40m.